# Александров, Виктор Васильевич
Ви́ктор Васи́льевич Алекса́ндров (1924—1978) — младший сержант Рабоче-крестьянской Красной Армии, участник Великой Отечественной войны, Герой Советского Союза (1945), лишён звания в 1955 году.

## Биография
Виктор Александров родился в 1924 году. В 1943 году призван на службу в Рабоче-крестьянскую Красную Армию Краснопресненским районным военным комиссариатом Москвы. С 7 августа 1943 года — на фронтах Великой Отечественной войны. Воевал на Западном, Ленинградском, 2-м Украинском фронтах. Занимал должность командира орудия 1326-го лёгкого артиллерийского полка (71-я лёгкая артиллерийская бригада, 5-я гвардейская артиллерийская дивизия прорыва, 52-я армия, 2-й Украинский фронт).
20 августа 1944 года во время боевых действий под деревней Захарна Александров заменил выбывшего из строя наводчика и огнём из орудия уничтожил противотанковое орудие, 2 пулемёта и 12 румынских солдат. В ходе контратаки советских войск огнём из орудия он уничтожил и рассеял до 2 взводов пехоты. За этот бой он был награждён медалью «За отвагу».
Отличился в сентябре 1944 года.
26-29 сентября 1944 года, стремясь вернуть потерянные позиции, немецкие войска предприняли контратаку в районе Песак-Париам. 26 сентября на позиции, которые заняло подразделение Александрова, в атаку пошли подразделения противника при поддержке танков. Подпустив танки на 150—200 метров, Александров из своего орудия подбил один танк, уничтожил три пулемёта, а также около 50 немецких солдат и офицеров. 29 сентября войска противника предприняли на позиции подразделения пять контратак за день. В боях Александров лично подбил 4 танка, 2 БТР, а также уничтожил вражеских солдат и офицеров общей численностью до роты. Когда на батарее кончились боеприпасы, Александров поднял свой расчёт и с криком: «Не посрамим чести советских артиллеристов! Ни шагу назад! За Родину! За Сталина! Вперёд!» — бросился в атаку на противника, заставив его отступить.
20 октября 1944 года Александров принимал участие в бою в районе города Туркеве, в котором подбил 2 тяжёлых танка, уничтожил два пулемёта и до взвода пехоты противника. В бою он дважды был ранен, но покинул поле боя лишь когда его орудие было разбито. За этот бой он был награждён орденом Отечественной войны I степени.
19 ноября 1944 года Александров был награждён орденом Красного Знамени.
Указом Президиума Верховного Совета СССР от 24 марта 1945 года младший сержант Виктор Александров был удостоен высокого звания Героя Советского Союза с вручением ордена Ленина и медали «Золотая Звезда».
Указом Президиума Верховного Совета СССР от 5 марта 1955 года Александров был лишён звания Героя Советского Союза и всех наград. Умер 7 июня 1978 года в городе Магадане.